# Martina Hellmann
Martina Hellmann (dekliški priimek Opitz), nemška atletinja, * 12. december 1960, Leipzig, Vzhodna Nemčija.
Nastopila je na poletnih olimpijskih igrah v letih 1988 in 1992, leta 1988 je osvojila naslov olimpijske prvakinje v metu diska. Na svetovnih prvenstvih je osvojila dva zaporedna naslova prvakinje v letih 1983 in 1987, na evropskih prvenstvih pa bronasti medalji v letih 1986 in 1990. 